# János Móré
János Móré (Debrecen, 20 giugno 1910 – Debrecen, 27 dicembre 1992) è stato un allenatore di calcio e calciatore ungherese, di ruolo centrocampista.

## Palmarès

### Giocatore

#### Competizioni nazionali
- Campionato ungherese: 1

Ferencvaros: 1933-1934
- Coppa d'Ungheria: 1

Ferencvaros: 1934-1935